# Florindo Eleuterio Flores Hala
Florindo Eleuterio Flores Hala, més conegut pel nom de guerra de «camarada Artemio», (Santa Isabel de Siguas, Camaná, Arequipa, 8 de setembre de 1961) és un polític i militar maoista peruà, militant de Sendero Luminoso i comandant en cap de l'Exèrcit Guerriller Popular (EGP) entre 2004 i 2012.
Fou detingut l'11 de febrer de 2012 i el juny de 2013 fou condemnat a cadena perpètua. Fins a l'any 2004 no es disposaven d'imatges seves. Fou arran de la tramitació d'un document d'identitat, amb el nom fals de José Flórez León, que es pogueren aconseguir.